# Lucas Cruikshank
Lucas Cruikshank (Columbus, 29 de Agosto de 1993) é um ator, comediante e youtuber estadunidense, conhecido mundialmente pelo seu personagem Fred Figglehorn, que se tornou famoso devido ao serviço de compartilhamento de vídeos através do YouTube. Em 2009, Cruikshank participou do filme Fred: the Movie, o qual foi exibido na Nickelodeon.
No dia 20 de agosto de 2013, assumiu publicamente que é homossexual. De acordo com o blog dar evista Entertainment Weekly, o anúncio foi feito em um vídeo para o YouTube.

## Filmografia
| Ano             | Filme                            | Papel                        | Notas                                              |
| --------------- | -------------------------------- | ---------------------------- | -------------------------------------------------- |
| 2012-2013       | Marvin Marvin                    | Marvin                       | Protagonista                                       |
| 2012            | Fred 3: Camp Fred                | Fred Figglehorn/Derf         | Protagonista                                       |
| 2012            | Fred: The Show                   | Fred Figglehorn              | Protagonista                                       |
| 2011            | Fred 2: Night of the Living Fred | Fred Figglehorn/Derf         | Protagonista                                       |
| 2010            | Fred: The Movie                  | Fred Figglehorn/Derf         | Protagonista                                       |
| 2010            | 2010 Kids' Choice Awards         | Ele mesmo                    | Apresentador da premiação                          |
| 2009            | Hannah Montana                   | Kyle McIntyre                | Participação especial no episódio "Come Fail Away" |
| 2009            | iCarly                           | Ele mesmo/Fred Figglehorn    | Participação especial em "iMeet Fred"              |
| 2009            | Teen Choice Awards               | Fred Figglehorn              | Vídeos nos bastidores                              |
| 2006-(presente) | Fred                             | Fred Figglehorn/várias vozes | Série online                                       |

## Prêmios e nomeações
| Ano  | Categoria                     | Prêmio                          | Resultado |
| ---- | ----------------------------- | ------------------------------- | --------- |
| 2009 | Favorite User Generated Video | People's Choice Awards          | Indicado  |
| 2009 | Choice Web Star               | Teen Choice Awards              | Venceu    |
| 2010 | Choice Web Star               | Teen Choice Awards              | Indicado  |
| 2013 | Ator de TV Favorito           | Nickelodeon Kids' Choice Awards | Indicado  |